# Maria Bettetini
Maria Bettetini (Milano, 15 febbraio 1962 – Milano, 13 ottobre 2019) è stata una filosofa italiana, nota in particolare per i suoi studi agostiniani.

## Biografia
Figlia di Gianfranco Bettetini, ha insegnato filosofia medievale presso l'Università di Venezia e lo IULM di Milano. Le sue edizioni di opere di Agostino d'Ippona sono state pubblicate da Rusconi, Einaudi e Bompiani.

## Opere principali
- La misura delle cose: struttura e modelli dell'universo secondo Agostino d'Ippona, prefazione di Giulio Giorello, Milano, Rusconi, 1994
- Breve storia della bugia da Ulisse a Pinocchio, Milano, Raffaello Cortina, 2001
- Figure di verità: la finzione nel Medioevo occidentale, Torino, Einaudi, 2004
- Contro le immagini: le radici dell'iconoclastia, Roma-Bari, Laterza, 2006
- Introduzione a Agostino,  Roma-Bari, Laterza, 2008
- Quattro modi dell'amore, Roma-Bari, Laterza, 2012
- La bellezza e il peccato: piccola scuola di filosofia, Milano, Bompiani, 2015
- Distruggere il passato: l'iconoclastia dall'islam all'ISIS, Milano, Raffaello Cortina, 2016